# Need You Now
Need You Now là album phòng thu thứ hai của ban nhạc đồng quê Lady Antebellum. Album đã được phát hành ngày 26 tháng 1 năm 2010 bởi hãng thu âm Capitol Nashville. Album đã đạt vị trí quán quân trên bảng xếp hạng Billboard 200 với 481.000 bản bán được trong tuần đầu tiên phát hành, và sau đó đã đạt chứng nhận 3x Bạch kim bởi Hiệp hội Công nghiệp Ghi âm Hoa Kỳ.

## Danh sách ca khúc
| STT              | Nhan đề                     | Sáng tác                                               | Thời lượng |
| ---------------- | --------------------------- | ------------------------------------------------------ | ---------- |
| 1.               | "Need You Now"              | Hillary Scott, Charles Kelley, Dave Haywood, Josh Kear | 4:37       |
| 2.               | "Our Kind of Love"          | Scott, Kelley, Haywood, Michael Busbee                 | 4:09       |
| 3.               | "American Honey"            | Cary Barlowe, Hillary Lindsey, Shane Stevens           | 3:44       |
| 4.               | "Hello World"               | Tom Douglas, Tony Lane, David Lee                      | 5:26       |
| 5.               | "Perfect Day"               | Jerry Flowers, Scott, Kelley, Haywood                  | 3:21       |
| 6.               | "Love This Pain"            | Marv Green, Jason Sellers                              | 3:03       |
| 7.               | "When You Got a Good Thing" | Scott, Kelley, Haywood, Rivers Rutherford              | 4:57       |
| 8.               | "Stars Tonight"             | Monty Powell, Scott, Kelley, Haywood                   | 4:04       |
| 9.               | "If I Knew Then"            | Kelley, Powell, Anna Wilson                            | 4:15       |
| 10.              | "Something 'Bout a Woman"   | Scott, Kelley, Haywood, Craig Wiseman                  | 3:41       |
| 11.              | "Ready to Love Again"       | Scott, Kelley, Haywood, Busbee                         | 2:53       |
| Tổng thời lượng: | Tổng thời lượng:            | Tổng thời lượng:                                       | 44:10      |

| Phiên bản iTunes | Phiên bản iTunes                 | Phiên bản iTunes                   | Phiên bản iTunes |
| STT              | Nhan đề                          | Sáng tác                           | Thời lượng       |
| ---------------- | -------------------------------- | ---------------------------------- | ---------------- |
| 1.               | "Need You Now" (single version)  | Scott, Kelley, Haywood, Kear       | 3:56             |
| 2.               | "Our Kind of Love"               | Scott, Kelley, Haywood, Busbee     | 4:09             |
| 3.               | "American Honey"                 | Barlowe, Lindsey, Stevens          | 3:44             |
| 4.               | "Hello World"                    | Douglas, Lane, Lee                 | 5:26             |
| 5.               | "Perfect Day"                    | Flowers, Scott, Kelley, Haywood    | 3:21             |
| 6.               | "Love This Pain"                 | Green, Sellers                     | 3:03             |
| 7.               | "When You Got a Good Thing"      | Scott, Kelley, Haywood, Rutherford | 4:57             |
| 8.               | "Stars Tonight"                  | Powell, Scott, Kelley, Haywood,    | 4:04             |
| 9.               | "If I Knew Then"                 | Kelley, Powell, Wilson             | 4:15             |
| 10.              | "Something 'Bout a Woman"        | Scott, Kelley, Haywood, Wiseman    | 3:41             |
| 11.              | "Ready to Love Again"            | Scott, Kelley, Haywood, Busbee     | 2:53             |
| 12.              | "Need You Now" (album version)   | Scott, Kelley, Haywood, Kear       | 4:37             |
| 13.              | "Need You Now" (digital booklet) |                                    |                  |

| Phiên bản Quốc tế (Pop version) | Phiên bản Quốc tế (Pop version) | Phiên bản Quốc tế (Pop version)          | Phiên bản Quốc tế (Pop version) |
| STT                             | Nhan đề                         | Sáng tác                                 | Thời lượng                      |
| ------------------------------- | ------------------------------- | ---------------------------------------- | ------------------------------- |
| 1.                              | "Need You Now"                  | Scott, Kelley, Haywood, Kear             | 3:55                            |
| 2.                              | "Our Kind of Love"              | Scott, Kelley, Haywood, Busbee           | 4:07                            |
| 3.                              | "American Honey"                | Barlowe, Lindsey, Stevens                | 3:45                            |
| 4.                              | "Hello World"                   | Douglas, Lane, Lee                       | 5:24                            |
| 5.                              | "Perfect Day"                   | Flowers, Scott, Kelley, Haywood          | 3:21                            |
| 6.                              | "Love This Pain"                | Green, Sellers                           | 3:03                            |
| 7.                              | "When You Got a Good Thing"     | Scott, Kelley, Haywood, Rutherford       | 4:56                            |
| 8.                              | "Stars Tonight"                 | Powell, Scott, Kelley, Haywood           | 4:02                            |
| 9.                              | "If I Knew Then"                | Scott, Kelley, Haywood, Wilson           | 4:13                            |
| 10.                             | "Lookin' for a Good Time"       | Scott, Kelley, Haywood, Lindsey, Follesé | 3:06                            |
| 11.                             | "Ready to Love Again"           | Scott, Kelley, Haywood, Busbee           | 2:51                            |
| 12.                             | "I Run to You"                  | Scott, Kelley, Haywood, Lindsey, Douglas | 4:17                            |

| Ca khúc tặng kèm phiên bản iTunes Quốc tế | Ca khúc tặng kèm phiên bản iTunes Quốc tế | Ca khúc tặng kèm phiên bản iTunes Quốc tế | Ca khúc tặng kèm phiên bản iTunes Quốc tế |
| STT                                       | Nhan đề                                   | Sáng tác                                  | Thời lượng                                |
| ----------------------------------------- | ----------------------------------------- | ----------------------------------------- | ----------------------------------------- |
| 13.                                       | "Last Night Last"                         | Scott, Kelley, Haywood, Brent Baxter      | 4:13                                      |

| Ca khúc tặng kèm phiên bản Nhật | Ca khúc tặng kèm phiên bản Nhật | Ca khúc tặng kèm phiên bản Nhật |
| STT                             | Nhan đề                         | Thời lượng                      |
| ------------------------------- | ------------------------------- | ------------------------------- |
| 13.                             | "Bottle Up Lightning"           | 4:05                            |

## Xếp hạng và chứng nhận
Need You Now xuất hiện lần đầu tiên trên Billboard 200 Hoa Kỳ ở ngay vị trí quán quân, với doanh số tuần đầu tiên là 481.000. Đây là album bán chạy thứ ba ở quốc gia này năm 2010, đứng sau I Dreamed a Dream của Susan Boyle và Recovery bởi rapper Eminem. Tính đến ngày 12 tháng 1 năm 2011. Album đã tiêu thụ được 3.108.768 bản ở Hoa Kỳ.
| Bảng xếp hạng (2010–11)           | Vị trí cao nhất |
| --------------------------------- | --------------- |
| Australian Albums Chart           | 5               |
| Australian Country Albums Chart   | 1               |
| Austrian Albums Chart             | 10              |
| Belgian Albums Chart (Flanders)   | 19              |
| Canadian Albums Chart             | 1               |
| Dutch Albums Chart                | 4               |
| French Albums Chart               | 19              |
| German Albums Chart               | 24              |
| German Downloads Chart            | 6               |
| Greek Albums Chart                | 37              |
| Irish Albums Chart                | 11              |
| Mexican Albums Chart              | 67              |
| New Zealand Albums Chart          | 1               |
| Norwegian Albums Chart            | 31              |
| Portuguese Albums Chart           | 6               |
| South African Albums Chart        | 1               |
| Spanish Albums Chart              | 22              |
| Swedish Albums Chart              | 21              |
| Swiss Albums Chart                | 10              |
| UK Albums Chart                   | 8               |
| U.S. Billboard 200                | 1               |
| U.S. Billboard Top Country Albums | 1               |

| Quốc gia    | Chứng nhận  |
| ----------- | ----------- |
| Úc          | Bạch kim    |
| Canada      | 3× Bạch kim |
| Ireland     | Vàng        |
| New Zealand | Vàng        |
| Nam Phi     | Vàng        |
| Thụy Sĩ     | Vàng        |
| Anh         | Vàng        |
| Mỹ          | 3× Bạch kim |

| Bảng xếp hạng (2010)              | Vị trí |
| --------------------------------- | ------ |
| RIANZ New Zealand Album Chart     | 17     |
| U.S. Billboard 200                | 3      |
| U.S. Billboard Top Country Albums | 1      |
| UK Albums Chart                   | 118    |
| Bảng xếp hạng (2011)              | Vị trí |
| Swiss Albums Chart                | 94     |

## Lịch sử phát hành
| Quốc gia       | Ngày                | Hãng đĩa    |
| -------------- | ------------------- | ----------- |
| Canada         | 26 tháng 1 năm 2010 | Capitol     |
| Hoa Kỳ         | 26 tháng 1 năm 2010 | Capitol     |
| Nam Phi        | 26 tháng 1 năm 2010 | EMI         |
| Úc             | 12 tháng 2 năm 2010 | EMI         |
| Vương quốc Anh | 3 tháng 5 năm 2010  | Parlophone  |
| Đức            | 7 tháng 5 năm 2010  | Capitol     |
| Brasil         | 21 tháng 5 năm 2010 | EMI         |
| México         | 21 tháng 5 năm 2010 | EMI         |
| Nhật Bản       | 26 tháng 5 năm 2010 | Toshiba-EMI |